# 19816 Вейнсіферт
19816 Вейнсіферт (19816 Wayneseyfert) — астероїд головного поясу, відкритий 24 вересня 2000 року.
Тіссеранів параметр щодо Юпітера — 3,635.